# Dicamptus cantoni
Dicamptus cantoni là một loài tò vò trong họ Ichneumonidae.